# Бёрнс, Рики
Рики Бёрнс (англ. Ricky Burns; род. 13 апреля 1983, Котбридж, Шотландия, Великобритания) — британский боксёр-профессионал, выступающий в второй полулёгкой, в лёгкой, в первой полусредней, и в полусредней весовых категориях. Среди профессионалов бывший чемпион мира по версии WBA (2016—2017) в 1-м полусреднем весе, по версии WBO (2012—2014) в лёгком весе, и по версии WBO (2010—2011) во 2-м полулёгком весе. Чемпион Британского содружества (2008—2009) во 2-м полулёгком весе.

## Профессиональная карьера
Бёрнс дебютировал на профессиональном ринге в октябре 2001 года во втором полулёгком весе. Он победил 6 боёв и на 2 года ушёл из бокса. Бёрнс вернулся в 2004 году, провёл два победных боя и победил по очкам непобеждённого Колина Баина (8-0). Затем в феврале 2005 года победил непобеждённого Грахэма Ерла (22-0).
В феврале 2006 года в бою за титулы чемпиона Европы, Британии и Британского содружества проиграл по очкам шотландцу Алексу Артуру.
В феврале 2007 года проиграл британцу Карлу Йоханнсену (25-2).
26 сентября 2008 года Бёрнс победил боксёра из Ганы, Осуману Акаба (21-4-1), и завоевал титул британского содружества. Трижды защитил титул, 27 марта 2009 года нокаутировал ирландца Майкла Гомеса и в сентябре 2010 года победил пуэрториканца Романа Мартинеса (24-0-1) и стал новым чемпионом мира по версии WBO во втором полулёгком весе.
В 2011 году перешёл в лёгкий вес. В ноябре победил австралийца Майкла Катсидса и стал временным чемпионом мира по версии WBO.

#### Чемпионский бой с Паулусом Мозесом
10 марта 2012 года в бою с намибийцем Паулусом Мозесом (28-1) завоевал полноценный титул чемпиона мира по версии WBO в лёгком весе.
22 сентября 2012 года Рики Бёрнс нокаутировал британца Кевина Митчелла (33-1).
В мае 2013 года встретился с непобеждённым пуэрториканцем Хосе А Гонсалесом (22-0). Гонсалес выигрывал бой, но в 9-м раунде вынужден был оказаться от продолжения боя, из за травмы запястья, Бёрнс победил техническим нокаутом.
7 сентября 2013 года Бёрнс свёл вничью защиту титула с мексиканцем Раймондом Белтраном.

#### Бой с Теренсом Кроуфордом
1 марта 2014 года проиграл титул по очкам, американцу, Теренсу Кроуфорду.

#### Чемпионский бой с Микеле Ди Рокко
28 мая 2016 года победил техническим нокаутом Микеле Ди Рокко и завоевал вакантный титул чемпиона мира по версии WBA в первом полусреднем весе.

#### Бой с Кириллом Релихом
7 октября 2016 года в Глазго Бёрнс победил единогласным решением судей (счёт: 118—110 и 116—112 дважды) белоруса Кирилла Релиха и защитил титул чемпиона мира по версии WBA.

#### Объединительный бой с Джулиусом Индонго
Уступил единогласным решением судей бой за титулы чемпиона мира по версиям WBA, IBF, IBO.

## Статистика профессиональных боёв
В таблице перечислены результаты всех поединков боксёров.
В каждой строке указан результат поединка. Дополнительно номер поединка обозначен цветом, который обозначает итог поединка. Расшифровка обозначений и цветов представлена в нижеследующей таблице.
| Пример | Расшифровка                     |
| ------ | ------------------------------- |
|        | Победа                          |
|        | Ничья                           |
|        | Поражение                       |
|        | Планируемый поединок            |
|        | Поединок признан несостоявшимся |
| КО     | Нокаут                          |
| ТКО    | Технический нокаут              |
| PTS    | Решение судей (по очкам)        |
| UD     | Единогласное решение судей      |
| MD     | Решение большинства судей       |
| SD     | Раздельное решение судей        |
| RTD    | Отказ от продолжения боя        |
| DQ     | Дисквалификация                 |
| NC     | Поединок признан несостоявшимся |

| 54 поединка, 45 победы (17 нокаутом), 1 ничья, 8 поражений (все решением судей). | 54 поединка, 45 победы (17 нокаутом), 1 ничья, 8 поражений (все решением судей). | 54 поединка, 45 победы (17 нокаутом), 1 ничья, 8 поражений (все решением судей). | 54 поединка, 45 победы (17 нокаутом), 1 ничья, 8 поражений (все решением судей). | 54 поединка, 45 победы (17 нокаутом), 1 ничья, 8 поражений (все решением судей). | 54 поединка, 45 победы (17 нокаутом), 1 ничья, 8 поражений (все решением судей).                                          |
| Бой                                                                              | Дата боя                                                                         | Соперник                                                                         | Место проведения боя                                                             | Результат                                                                        | Примечание |
| -------------------------------------------------------------------------------- | -------------------------------------------------------------------------------- | -------------------------------------------------------------------------------- | -------------------------------------------------------------------------------- | -------------------------------------------------------------------------------- | --- |
| 54                                                                               | 1 сентября 2023                                                                  | Вилли Лимонд (42-5)                                                              | Braehead Arena, Глазго, Шотландия, Великобритания                                | TKO 8 (12), 3:00                                                                 | |
| 53                                                                               | 18 декабря 2021                                                                  | Эмилиано Домингес (26-9-1)                                                       | Rainton Meadows Arena, Хоутон-ле-Спринг, Великобритания                          | UD 10                                                                            | Счёт судей: 98-92, 100-91, 99-91.                                                                                         |
| 52                                                                               | 26 октября 2019                                                                  | Ли Селби (27-2)                                                                  | O2 Арена, Лондон, Великобритания                                                 | MD 12                                                                            | Счёт судей: 112-116, 115-115, 113-116.                                                                                    |
| 51                                                                               | 10 ноября 2018                                                                   | Скотт Кардл (23-2-1)                                                             | Манчестер Арена, Манчестер, Великобритания                                       | TKO 3 (10), 2:06                                                                 | |
| 50                                                                               | 16 июня 2018                                                                     | Иван Ньегач (10-5)                                                               | Metro Radio Arena, Ньюкасл-апон-Тайн, Англия, Великобритания                     | RTD 4 (6), 3:00                                                                  | |
| 49                                                                               | 7 ноября 2017                                                                    | Энтони Кролла (31-6-3)                                                           | Манчестер Арена, Манчестер, Англия, Великобритания                               | UD 12                                                                            | Счёт: 113-116, 114-116, 112-117.                                                                                          |
| 48                                                                               | 15 апреля 2017                                                                   | Джулиус Индонго (21-0)                                                           | SSE Hydro, Глазго, Шотландия, Великобритания                                     | UD 12                                                                            | Бой за титулы чемпиона мира по версиям WBA (2-я защита Бёрнса) и IBF, IBO (1-я защита Индонго) в первом полусреднем весе. |
| 47                                                                               | 7 октября 2016                                                                   | Кирилл Релих (21-0)                                                              | SSE Hydro, Глазго, Шотландия, Великобритания                                     | UD 12                                                                            | Защитил титул чемпиона мира по версии WBA в первом полусреднем весе (1-я защита Бёрнса). Счёт: 116-112, 118-110, 116-112. |
| 46                                                                               | 28 мая 2016                                                                      | Микеле Ди Рокко (40-1-1)                                                         | SSE Hydro, Глазго, Шотландия, Великобритания                                     | TKO 8 (12), 1:57                                                                 | Завоевал вакантный титул чемпиона мира по версии WBA в первом полусреднем весе.d                                          |
| 45                                                                               | 7 ноября 2015                                                                    | Джош Кинг (20-3)                                                                 | Echo Arena, Ливерпуль, Мерсисайд, Великобритания                                 | KO 11 (12), 0:54                                                                 | Завоевал вакантный титул WBO International в легком весе.                                                                 |
| 44                                                                               | 1 августа 2015                                                                   | Принц Офотсу (15-4)                                                              | Craven Park Stadium, Халл, Йоркшир, Великобритания                               | TKO 5 (10), 1:43                                                                 | |
| 43                                                                               | 9 мая 2015                                                                       | Омар Фигероа (24-0-1)                                                            | State Farm Arena, Идальго, Техас, США                                            | UD 12                                                                            | Счёт: 109-117, 110-116, 110-116.                                                                                          |
| 42                                                                               | 4 октября 2014                                                                   | Александр Лэпли (17-1-1)                                                         | First Direct Arena, Лидс, Йоркшир, Великобритания                                | PTS 8                                                                            | |
| 41                                                                               | 27 июня 2014                                                                     | Деян Златичанин (18-0)                                                           | Braehead Arena, Глазго, Шотландия, Великобритания                                | SD 12                                                                            | Бой за вакантный титул WBC International в легком весе. Счёт: 115-113, 113-115, 113-115.                                  |
| 40                                                                               | 1 марта 2014                                                                     | Теренс Кроуфорд (22-0)                                                           | Scottish Exhibition Centre, Глазго, Шотландия, Великобритания                    | UD 12                                                                            | Потерял титул чемпиона мира по версие WBO (5-я защита Бёрнса) в легком весе. Счёт: 111-117, 112-116, 112-116.             |
| 39                                                                               | 7 сентября 2013                                                                  | Раймундо Бельтран (28-6)                                                         | Scottish Exhibition Centre, Глазго, Шотландия, Великобритания                    | SD 12                                                                            | Защитил титул чемпиона мира по версие WBO (4-я защита Бёрнса) в легком весе. Счёт: 115-112, 114-114, 113-115.             |
| 38                                                                               | 11 мая 2013                                                                      | Хосе Гонсалес (22-0)                                                             | Emirates Arena, Глазго, Шотландия, Великобритания                                | RTD 9 (12), 3:00                                                                 | Защитил титул чемпиона мира по версие WBO (3-я защита Бёрнса) в легком весе.                                              |
| 37                                                                               | 22 сентября 2012                                                                 | Кевин Митчелл (33-1)                                                             | Scottish Exhibition Centre, Глазго, Шотландия, Великобритания                    | TKO 4 (12), 2:59                                                                 | Защитил титул чемпиона мира по версие WBO (2-я защита Бёрнса) в легком весе.                                              |
| 36                                                                               | 10 марта 2012                                                                    | Паулус Мозес (28-1)                                                              | Braehead Arena, Глазго, Шотландия, Великобритания                                | UD 12                                                                            | Защитил титул чемпиона мира по версие WBO (1-я защита Бёрнса) в легком весе.                                              |
| 35                                                                               | 5 ноября 2011                                                                    | Майкл Катсидис (28-4)                                                            | Уэмбли Арена, Лондон, Великобритания                                             | UD 12                                                                            | Выиграл временный титул чемпиона мира по версии WBO в легком весе.                                                        |
| 34                                                                               | 16 июля 2011                                                                     | Ники Кук (30-2)                                                                  | Liverpool Arena, Ливерпуль, Великобритания                                       | TKO 1 (12), 1:33                                                                 | Защитил титул чемпиона мира по версие WBO (3-я защита Бёрнса) во 2-м полулёгком весе.                                     |
| 33                                                                               | 12 марта 2011                                                                    | Джозеф Лариеа (14-4)                                                             | Braehead Arena, Глазго, Шотландия, Великобритания                                | RTD 7 (12), 3:00                                                                 | Защитил титул чемпиона мира по версие WBO (2-я защита Бёрнса) во 2-м полулёгком весе.                                     |
| 32                                                                               | 4 декабря 2010                                                                   | Андреас Эвенсен (13-1)                                                           | Braehead Arena, Глазго, Шотландия, Великобритания                                | UD 12                                                                            | Защитил титул чемпиона мира по версие WBO (1-я защита Бёрнса) во 2-м полулёгком весе.                                     |
| 31                                                                               | 4 сентября 2010                                                                  | Мартинес, Роман (24-0-1)                                                         | Kelvin Hall, Глазго, Шотландия, Великобритания                                   | UD 12                                                                            | Выиграл титул чемпиона мира по версие WBO во 2-м полулёгком весе.                                                         |
| 30                                                                               | 15 мая 2010                                                                      | Мартинес, Роман (6-26-2)                                                         | Болейн Граунд, Лондон, Великобритания                                            | PTS 8                                                                            | |
| 29                                                                               | 12 июня 2009                                                                     | Кевин О'Хара (16-4)                                                              | Bellahouston Sport Centre, Глазго, Шотландия, Великобритания                     | UD 12                                                                            | Защитил титул чемпиона Содружества по версии Commonwealth Boxing Council (3-я защита Бёрнса) во 2-м полулёгком весе.      |
| 28                                                                               | 27 марта 2009                                                                    | Майкл Гомес (38-9)                                                               | Bellahouston Sport Centre, Глазго, Шотландия, Великобритания                     | TKO 7 (12), 0:47                                                                 | Защитил титул чемпиона Содружества по версии Commonwealth Boxing Council (2-я защита Бёрнса) во 2-м полулёгком весе.      |
| 27                                                                               | 14 ноября 2008                                                                   | Якубу Амиду (16-1-1)                                                             | Kelvin Hall, Глазго, Шотландия, Великобритания                                   | TKO 7 (12), 2:57                                                                 | Защитил титул чемпиона Содружества по версии Commonwealth Boxing Council (1-я защита Бёрнса) во 2-м полулёгком весе.      |
| 26                                                                               | 26 сентября 2008                                                                 | Осуману Акаба (21-4-1)                                                           | York Hall, Лондон, Великобритания                                                | UD 12                                                                            | Выиграл титул чемпиона Содружества по версии Commonwealth Boxing Council во 2-м полулёгком весе.                          |
| 25                                                                               | 17 мая 2008                                                                      | Георге Гиомпирика (8-37)                                                         | Thistle Hotel, Глазго, Шотландия, Великобритания                                 | PTS 10                                                                           | Счёт судьи: 100-90. |
| 24                                                                               | 22 марта 2008                                                                    | Билли Смит (2) (12-63-1)                                                         | International Arena, Кардифф, Уэльс, Великобритания                              | PTS 4                                                                            | Счёт судьи: 40-36. |
| 23                                                                               | 22 февраля 2008                                                                  | Сайленс Саид (8-20-3)                                                            | Dalziel Park, Мотеруэлл, Шотландия, Великобритания                               | TKO 3 (6), 2:45                                                                  | |
| 22                                                                               | 15 декабря 2007                                                                  | Билли Смит (11-58-1)                                                             | Стадион Медоубанк, Эдинбург, Шотландия, Великобритания                           | PTS 6                                                                            | Счёт судьи: 60-54. |
| Бой                                                                              | Дата боя                                                                         | Соперник                                                                         | Место проведения боя                                                             | Результат                                                                        | Примечание |